# Pteronemobius ruficeps
Pteronemobius ruficeps är en insektsart som beskrevs av Lucien Chopard 1961. Pteronemobius ruficeps ingår i släktet Pteronemobius och familjen syrsor. Inga underarter finns listade i Catalogue of Life.